# Batomalj
Batomalj – wieś w Chorwacji, w żupanii primorsko-gorskiej, w gminie Baška. W 2011 roku liczyła 141 mieszkańców.